# Apotome
Een apotome (Oudgrieks: ἀποτομή, afsnede, segment)  is een muziektheoretisch microtonaal interval dat overeenkomt met de chromatische halve toon in het systeem van Pythagoras.
Het pythagorese systeem van intervalberekening in de muziek kent slechts één hele toonafstand en slechts één diatonische halve toonafstand, het limma. Hieruit vloeit voort dat het systeem ook slechts één chromatische halve toon kent, de apotome.  De hele toonafstand is samengesteld uit het limma en de apotome.
In het pythagorese systeem ontstaat bij stapeling van 7 reine kwinten voor het eerst een chromatische verhoging van een eerdere toon. Zo ontstaat in de reeks
C - G - d - a - e' - b' - fis" - cis"'
de cis"', die een chromatische verhoging met een halve toon is van de toon c"', het vierde octaaf van de begintoon C.
De apotome heeft dus een frequentieverhouding:
{\displaystyle \left({\frac {3}{2}}\right)^{7}:2^{4}={\frac {2187}{2048}}\approx 113{,}69\;\mathrm {cent} }